# Paruzzaro
Paruzzaro és un municipi situat al territori de la província de Novara, a la regió del Piemont (Itàlia).
Paruzzaro limita amb els municipis d'Arona, Gattico, Invorio i Oleggio Castello.

## Galeria

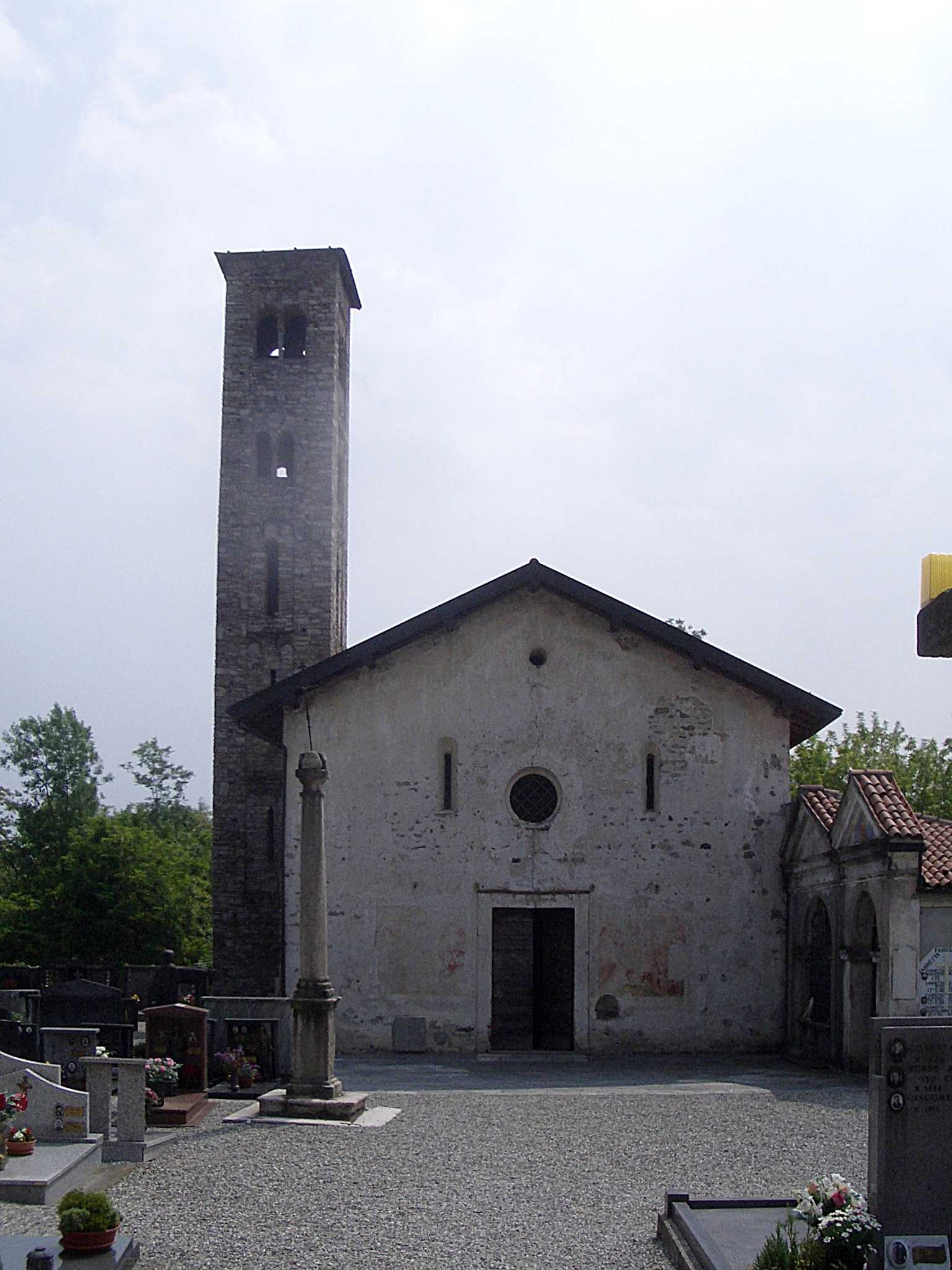
Església de Sant Marcel
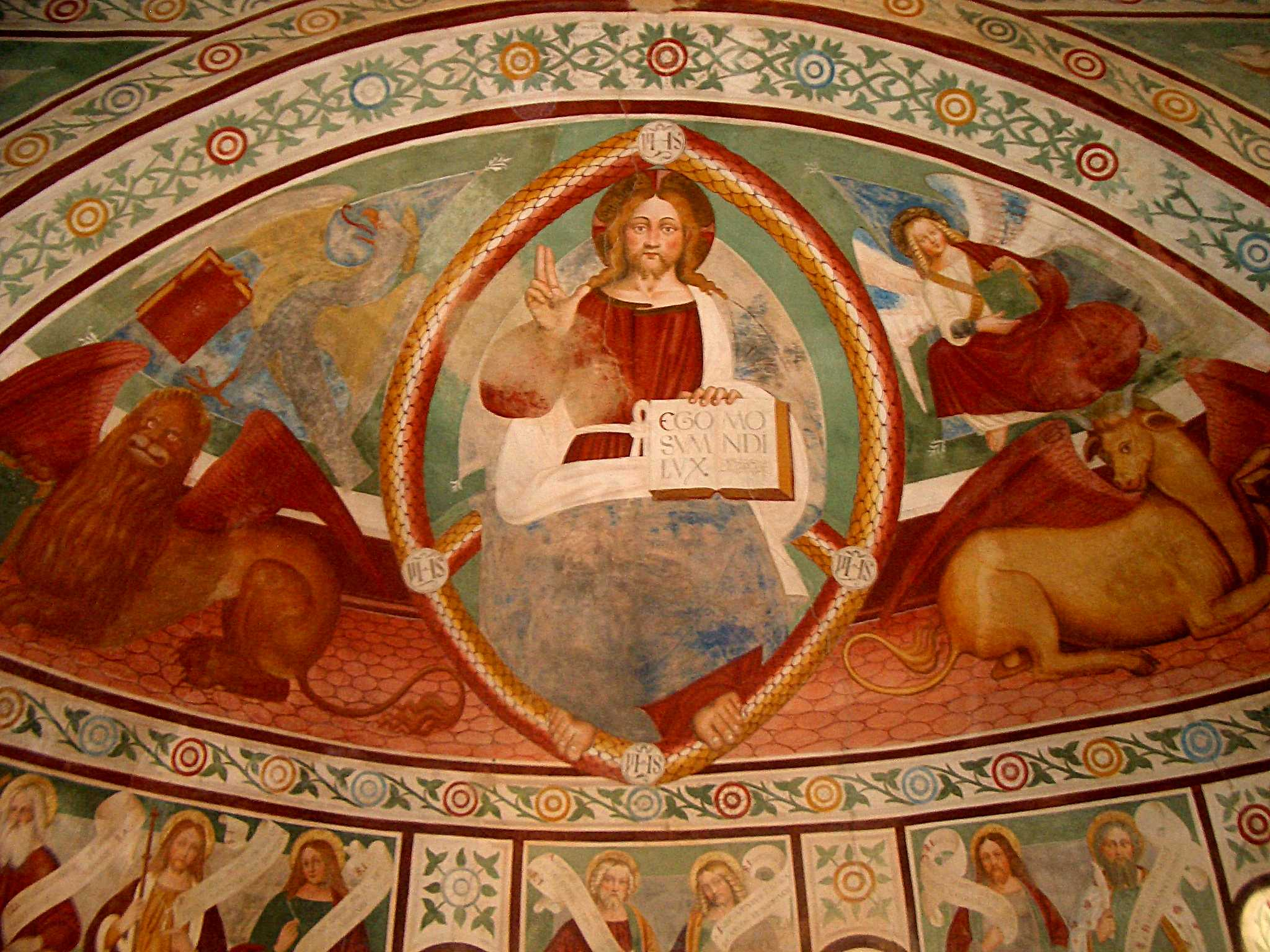
Pantocràtor
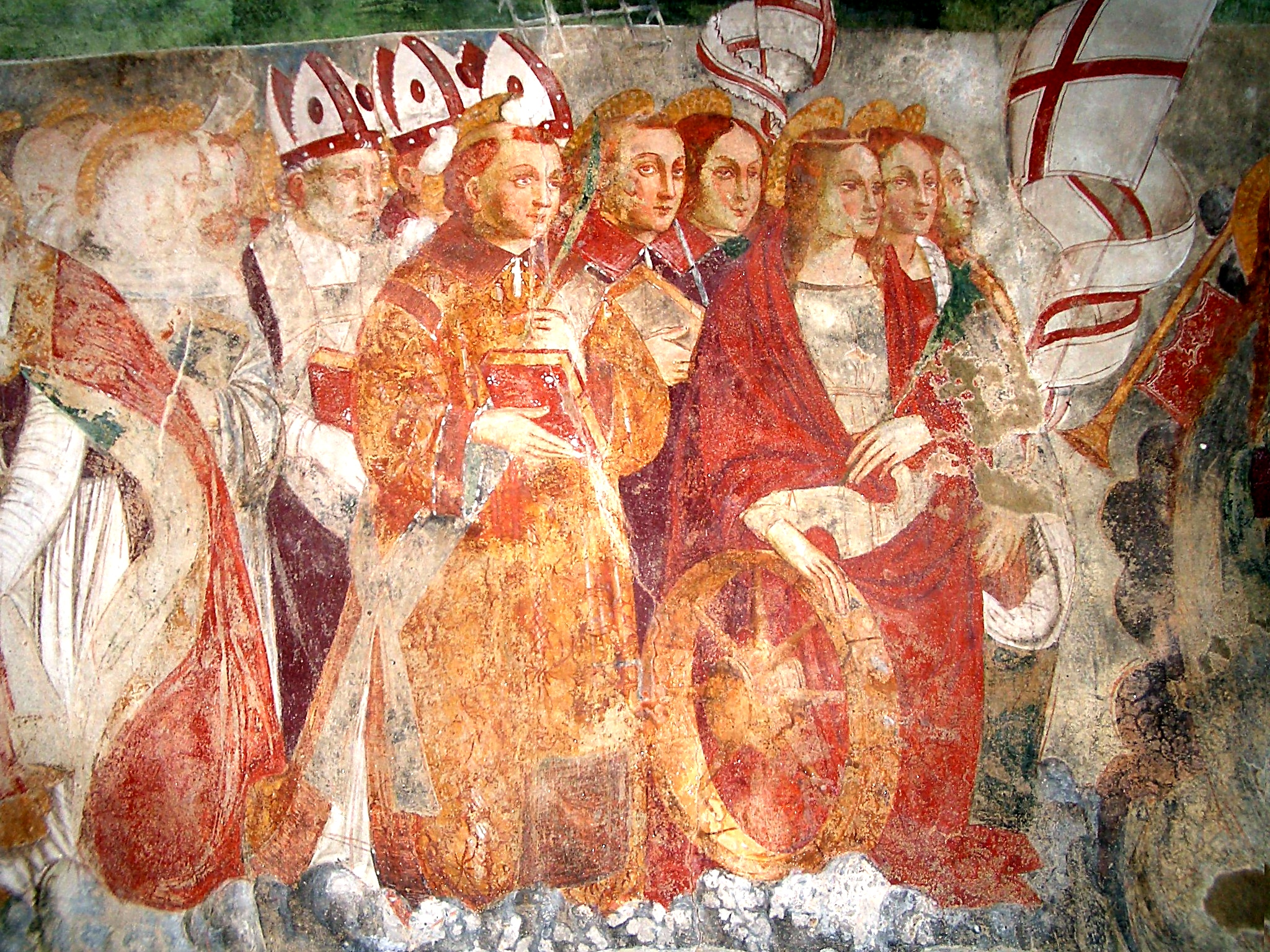
Detall del fresc (església de Sant Marcel)
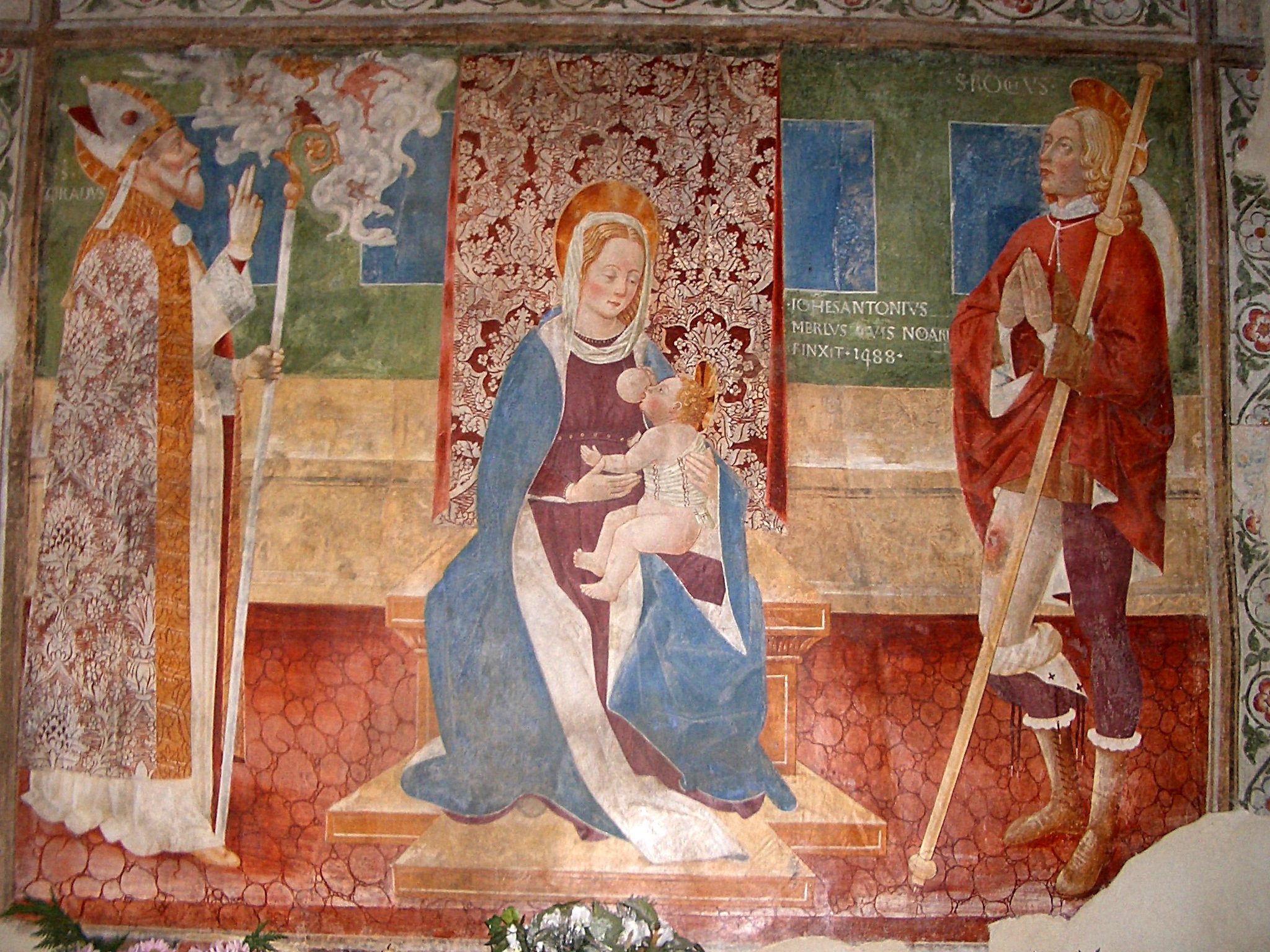
Detall del fresc (església de Sant Marcel)